# Francine Irving Neff

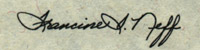
Unterschrift von Francine Irving Neff

Francine Irving Neff (* 6. Dezember 1925 in Albuquerque, New Mexico; † 9. Februar 2010 in Pena Blanca, New Mexico) war eine US-amerikanische Regierungsbeamtin.

## Werdegang
Francine Irving Neff, Tochter von Georga Henderson (1895–1979) und Edward Hackett Irving (1892–1954), wurde ungefähr sieben Jahre nach dem Ende des Ersten Weltkrieges im Bernalillo County geboren. Über ihre Jugendjahre ist nichts bekannt. Irving graduierte 1948 an der University of New Mexico. In der Folgezeit heiratete sie Edward John Neff (1924–2005).
Sie trat in die Republikanische Partei ein. Im Vorfeld der Präsidentschaftswahl von 1964 betrieb sie Wahlkampf für den republikanischen Herausforderer Barry Goldwater. Zwischen 1970 und 1974 saß sie im Republican National Committee und nahm 1972 als Delegierte an der Republican National Convention in Miami (Florida) teil. Präsident Richard Nixon ernannte sie zum Treasurer of the United States. Sie bekleidete diesen Posten vom 21. Juni 1974 bis zum 19. Januar 1977. Den Großteil ihrer Amtszeit diente sie dabei unter Präsident Gerald Ford. Zum Zeitpunkt ihrer Ernennung wurde das Amt des Treasurer of the United States reorganisiert. Im ersten Teil ihrer Amtszeit wurde sie als National Director of the Savings Bonds Division bezeichnet. Ferner war sie der erste Treasurer, welcher eine Dienststelle managte, und die erste Person, welche dem Under Secretary for Monetary Affairs Bericht erstattete. Während ihrer Amtszeit überwachte sie das United-States-Bicentennial-Programm. Sie verstarb 2010 an Herzinsuffizienz in Pena Blanca (Sandoval County).
Irving war Mitglied der Horatio Alger Association of Distinguished Americans und hielt einen Ehrendoktor der New Mexico State University.